# Mercaptoethanol
Mercaptoethanol (nach IUPAC-Nomenklatur: 2-Sulfanylethanol, auch als Thioglycol bezeichnet) ist eine organisch-chemische Verbindung aus der Stoffgruppe der Thiole und der Alkohole. Der Stoff hat einen äußerst unangenehmen Geruch nach Schwefelwasserstoff.

## Gewinnung und Darstellung
Zur großtechnischen Synthese von Mercaptoethanol setzt man Ethylenoxid mit Schwefelwasserstoff bei Temperaturen von 140–180 °C und Drücken von 10–25 bar um.
Als Katalysator und Lösungsmittel wird Thiodiglycol verwendet. Die komplette Reaktion läuft dabei in adiabatisch betriebenen Rührkessel- oder Rohrreaktoren ab. Die Reinigung und Aufarbeitung des Produkts erfolgt meist durch Vakuumdestillation in nachgeschalteten Kolonnen.

## Eigenschaften

### Physikalische Eigenschaften
Mercaptoethanol hat eine relative Gasdichte von 2,69 (Dichteverhältnis zu trockener Luft bei gleicher Temperatur und gleichem Druck) und eine relative Dichte des Dampf-Luft-Gemisches von 1,01 (Dichteverhältnis zu trockener Luft bei 20 °C und Normaldruck). Außerdem weist 2-Sulfanylethanol einen Dampfdruck von 1,38 hPa bei 20 °C, 2,91 hPa bei 30 °C, 5,77 hPa bei 40 °C und 10,80 hPa bei 50 °C auf. Des Weiteren beträgt die dynamische Viskosität 3,4 mPa·s bei 20 °C.

### Chemische Eigenschaften
2-Sulfanylethanol ist eine schwer entzündbare, farblose Flüssigkeit aus der Stoffgruppe der Thiole und der Alkohole. In Wasser sowie mit den meisten organischen Lösungsmitteln ist es gut löslich. Außerdem ist Mercaptoethanol hygroskopisch und spaltet bei Kontakt mit Wasser oder Säure schnell hochgiftigen Schwefelwasserstoff ab. Auch bei Kontakt mit Oxidationsmitteln können heftige Reaktionen eintreten. Eine wässrige Lösung der Konzentration 500 g/l weist bei 20 °C einen pH-Wert im Bereich von 4,5 – 6 auf.

## Verwendung
Mercaptoethanol wird in der organischen Chemie als Nucleophil in Substitutions- und Additionsreaktionen sowie als Schwefel-Donor eingesetzt. Des Weiteren wird er auch zur Synthese von Heterocyclen wie 1,3-Oxathiolanen eingesetzt. Diese wiederum dienen als Schutzgruppen für Aldehyde und Ketone. 
Ein weiteres Anwendungsgebiet von 2-Sulfanylethanol ist die Polymermodifikation. Hier wird es als Kettentransfer-Reagenz, zur Modifikation von Endgruppen sowie als Vernetzer eingesetzt. 
In der Biochemie wird Mercaptoethanol als Enzymmodulator eingesetzt und dient hier z. B. als Stimulator der Glutathion-Biosynthese. Daneben findet der Stoff auch Anwendung in der Reinigung von Enzymen, DNA und RNA und wird häufig Kulturmedien zugesetzt, um Wachstum und Differenzierung zu fördern. In der PVC-Industrie wird 2-Sulfanylethanol auch oft als Zinn-Stabilisator eingesetzt.
Um Proteine zu reduzieren und somit Disulfidbrücken zu zerstören, wird Mercaptoethanol ebenfalls eingesetzt. Dadurch wird die Tertiärstruktur zerstört, was beispielsweise bei der SDS-Page von Vorteil sein kann. Es reagiert mit Proteinen wie folgt:

## Sicherheitshinweise
Die Dämpfe von Mercaptoethanol können mit Luft beim Erhitzen über den Flammpunkt explosive Gemische bilden. Der Stoff wird als gewässergefährdend eingestuft. Hauptsächlich wird Mercaptoethanol über die Atemwege und die Haut aufgenommen. Dabei kommt es zu starken Reizwirkungen und Verätzungen der Schleimhäute und der Haut. Außerdem ist eine Störung des Zentralnervensystems nachgewiesen. Bei In-vitro-Tests an Zellkulturen wurde eine mutagene Wirkung erkannt.
Mercaptoethanol weist eine untere Explosionsgrenze (UEG) von ca. 2,3 Vol.-% und eine obere Explosionsgrenze (OEG) von ca. 18 Vol.-% auf. Die Zündtemperatur beträgt 295 °C. Der Stoff fällt somit in die Temperaturklasse T3. Mit einem Flammpunkt von 68 °C gilt Mercaptoethanol als schwer entflammbar.